# André-Louis Cholesky

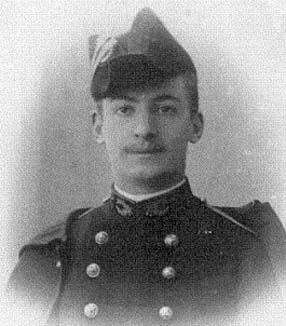
André-Louis Cholesky

André-Louis Cholesky (1875–1918) – francuski oficer i matematyk polskiego pochodzenia. Od jego nazwiska pochodzi nazwa rozkład Choleskiego.